# Eagle Mountain (Utah)
Eagle Mountain es una ciudad del condado de Utah, estado de Utah, Estados Unidos. La ciudad es un nuevo desarrollo localizado al oeste de las Montañas del Lago (Lake Mountains), que están al oeste del Lago Utah (Utah Lake). Fue incorporada el 3 de diciembre de 1996 y ha crecido rápidamente desde ese momento. Según el censo de 2000 había 2.157 habitantes. Para el 2008, el departamento del censo de los Estados Unidos estimaba que la ciudad había alcanzado 22.309 habitantes.

## Geografía
Según la oficina del censo de Estados Unidos, la localidad tiene una superficie total de 108,0 km².

## Demografía
Según el censo de 2000, había 2.157 habitantes, 532 casas y 502 familias residían en la localidad. La densidad de población era 20,0 habitantes/km². Había 598 unidades de alojamiento con una densidad media de 5,5 unidades/km².
La máscara racial de la ciudad era 96,57% blanco, 0,32% afroamericano, 0,37% indio americano, 0,32% asiático, 0,05% de las islas del Pacífico, 0,88% de otras razas y 1,48% de dos o más razas. Los hispanos o latinos de cualquier raza eran el 3,11% de la población.
Había 532 casas, de las cuales el 74,4% tenía niños menores de 18 años, el 89,1% eran matrimonios, el 3,6% tenía un cabeza de familia femenino sin marido, y el 5,6% no eran familia. El 3,9% de todas las casas tenían un único residente y el 0,4% tenía solo residentes mayores de 65 años. El promedio de habitantes por hogar era de 4,05 y el tamaño medio de familia era de 4,18.
El 47,4% de los residentes era menor de 18 años, el 11,9% tenía edades entre los 18 y 24 años, el 33,2% entre los 25 y 44, el 6,3% entre los 45 y 64, y el 1.3% tenía 65 años o más. La media de edad era 21 años. Por cada 100 mujeres había 100,5 hombres. Por cada 100 mujeres de 18 años o más, había 98,8 hombres.
El ingreso medio por casa en la localidad era de 52.102$, y el ingreso medio para una familia era de 52.434$. Los hombres tenían un ingreso medio de 40.777$ contra 25.313$ de las mujeres. Los ingresos per cápita para la ciudad eran de 16.340$. Aproximadamente el 2,0% de las familias y el 2,8% de la población estaban por debajo del nivel de pobreza, incluyendo el 3,1% de menores de 18 años y a ningún mayor de 65.
Desde el censo de 2000 ha habido un enorme incremento en Eagle Mountain y ciudades de su alrededor. Miembros del ayuntamiento estiman que en la actualidad (2006) la población está cercana a los 13.500 habitantes.